# Jennifer Coolidge
Jennifer Audrey Coolidge (Boston, 1961. augusztus 28. –) Golden Globe- és kétszeres Primetime Emmy-díjas amerikai színésznő, aktivista. 
Legismertebb szerepét az Amerikai pite filmsorozatban nyújtotta (1999–2012) mint Stifler mamája. Feltűnt a Doktor Szöszi (2002) és a Doktor Szöszi 2. (2003) című filmvígjátékokban, valamint Christopher Guest áldokumentumfilmjeiben: Nem kutya (2000), Egy húron (2003), Oscar - vágy (2006). 
Fontosabb televíziós szereplései voltak a Joey (2004–2006), Az amerikai tini titkos élete (2008–2012) és Az élet csajos oldala (2011–2017) című vígjátéksorozatokban. A megfigyelő (2022) című Netflix-sorozatban drámaibb szerepben is kipróbálhatta magát. A HBO A Fehér Lótusz (2021–2022) című vígjáték-drámasorozatával Golden Globe- és Primetime Emmy-díjat nyert.

## Fiatalkora és tanulmányai
Coolidge Bostonban született, Gretchen és Paul Constant Coolidge gyermekeként. A massachusettsi Norwellben nőtt fel. Testvérei Andrew, Elizabeth és Susannah. 
A Norwell High Schoolban, a Cambridge School of Westonban, az Emerson College-en és az American Academy of Dramatic Arts-on tanult. Gyerekkorában klarinétozott és zenetáborba járt.

## Pályafutása
Eleinte drámai szerepeket szeretett volna játszani, mint Meryl Streep, de helyette komikus színésznő lett.

## Magánélete
Chris Kattan humoristával járt.
Jótékonykodásai közé tartozik az AIDS elleni harc segítése és az állatok jogainak védelme. Továbbá támogatja az LMBT+ közösséget is.
Van egy kutyája, Chuy, amelyet egy koreai húsgyárból mentett meg.

## Filmográfia

### Film
| Év   | Magyar cím                             | Eredeti cím                                                 | Szerep                      | Magyar hang        |
| ---- | -------------------------------------- | ----------------------------------------------------------- | --------------------------- | ------------------ |
| 1995 | Túlvilági küldött                      | Not of this Earth                                           | nővér                       |                    |
| 1995 |                                        | A Bucket of Blood                                           | ostoba lány                 |                    |
| 1995 |                                        | Love and Happiness                                          | Jeringir                    |                    |
| 1997 | Elképesztő ponyvaregény                | Plump Fiction                                               | Sister Sister               |                    |
| 1997 | Egyedül nem megy                       | Trial and Error                                             | Jacqueline "Jackie" Turreau | Tátrai Zita        |
| 1998 | Fókaütők bandája                       | Slappy and the Stinkers                                     | Harriet                     | Nyírő Beáta        |
| 1998 | Diszkópatkányok                        | A Night at the Roxbury                                      | dögös rendőrnő              | Árkosi Kati        |
| 1998 | Rekviem egy nyomozóért                 | Brown's Requiem                                             | Helen                       |                    |
| 1999 | KicsiKÉM – Austin Powers 2.            | Austin Powers: The Spy Who Shagged Me                       | nő a focimeccsen            |                    |
| 1999 | Amerikai pite                          | American Pie                                                | Jeanine Stifler             | Orosz Anna         |
| 2000 | Barátságpróba                          | The Broken Hearts Club: A Romantic Comedy                   | Betty                       |                    |
| 2000 | Nem kutya                              | Best in Show                                                | Sherri Ann Cabot            |                    |
| 2001 | Mennyé má!                             | Down to Earth                                               | Mrs. Belinda Wellington     | Menszátor Magdolna |
| 2001 | Doktor Szöszi                          | Legally Blonde                                              | Paulette Bonafonté          | Orosz Anna         |
| 2001 | Pootie Tang                            | Pootie Tang                                                 | Ireenie                     | Orosz Anna         |
| 2001 | Amerikai pite 2.                       | American Pie 2                                              | Jeanine Stifler (cameo)     | Orosz Anna         |
| 2001 | Zoolander, a trendkívüli               | Zoolander                                                   | amerikai divattervező       |                    |
| 2003 | Egy húron                              | A Mighty Wind                                               | Amber Cole                  |                    |
| 2003 |                                        | As Virgins Fall                                             | Janice Denver               |                    |
| 2003 | Carolina                               | Carolina                                                    | Marilyn néni                |                    |
| 2003 | Doktor Szöszi 2.                       | Legally Blonde 2: Red, White & Blonde                       | Paulette Bonafonté Parcelle | Orosz Anna         |
| 2003 | Amerikai pite: Az esküvő               | American Wedding                                            | Jeanine Stifler             | Orosz Anna         |
| 2003 |                                        | Testosterone                                                | Louise                      |                    |
| 2004 | Los Angeles-i tündérmese               | A Cinderella Story                                          | Fiona Montgomery            | Kiss Mari          |
| 2004 | Lemony Snicket: A balszerencse áradása | Lemony Snicket's A Series of Unfortunate Events             | fehérarcú nő                | Szabó Éva          |
| 2005 | Robotok                                | Robots                                                      | Fanny néni (hangja)         | Orosz Anna         |
| 2006 | Csajozós film                          | Date Movie                                                  | Roz Fockyerdoder            | Makay Andrea       |
| 2006 | American Dreamz                        | American Dreamz                                             | Martha Kendoo               | Menszátor Magdolna |
| 2006 | Távkapcs                               | Click                                                       | Janine                      | Vándor Éva         |
| 2006 | Oscar - vágy                           | For Your Consideration                                      | Whitney Taylor Brown        | Rátonyi Hajni      |
| 2007 | Bazi nagy film                         | Epic Movie                                                  | Gnarnia fehér dögje         | Andresz Kati       |
| 2008 | Dr. Dolittle: Apja lánya               | Dr. Dolittle: Tail to the Chief                             | Daisy (hangja)              | Makay Andrea       |
| 2008 | Pajzán party cserediákoknak            | Foreign Exchange                                            | Lonnatini igazgató          | Menszátor Magdolna |
| 2008 | Igor                                   | Igor                                                        | Jaclyn / Heidi (hangja)     |                    |
| 2008 | A tuti duó                             | Soul Men                                                    | Rosalee                     | Orosz Anna         |
| 2009 |                                        | ExTerminators                                               | Stella                      |                    |
| 2009 |                                        | A Good Funeral                                              | Helen                       |                    |
| 2009 | Mocskos zsaru – New Orleans utcáin     | Bad Lieutenant: Port of Call New Orleans                    | Genevieve McDonagh          | Makay Andrea       |
| 2009 | Visszanyal a plágium                   | Gentlemen Broncos                                           | Judith Purvis               | Kocsis Mariann     |
| 2010 |                                        | The Jack of Spades                                          | Monica                      |                    |
| 2010 | Munkával szerzett pasi                 | Beauty & the Briefcase                                      | Felisa McCollin             | Orosz Anna         |
| 2011 |                                        | Mangus!                                                     | Cookie Richardson           |                    |
| 2012 | Amerikai pite: A találkozó             | American Reunion                                            | Jeanine Stifler             | Orosz Anna         |
| 2013 | Vakáció Mr. Darcy-val                  | Austenland                                                  | Miss Elizabeth Charming     | Orosz Anna         |
| 2014 | Egy igazán csodás nap                  | Alexander and the Terrible, Horrible, No Good, Very Bad Day | Ms. Suggs                   | Orosz Anna         |
| 2015 | Hell és Back                           | Hell and Back                                               | Durmessa (hangja)           |                    |
| 2015 | Alvin és a mókusok – A mókás menet     | Alvin and the Chipmunks: The Road Chip                      | Mrs. Price (cameo)          | Farkasinszky Edit  |
| 2016 |                                        | Mascots                                                     | Jolene Lumpkin              |                    |
| 2017 | Az Emoji-film                          | The Emoji Movie                                             | Mary Mísz (hangja)          | Hernádi Judit      |
| 2020 | Mint egy főnök                         | Like a Boss                                                 | Sydney                      | Orosz Anna         |
| 2020 | Ígéretes fiatal nő                     | Promising Young Woman                                       | Susan Thomas                | Orosz Anna         |
| 2020 |                                        | Bobbleheads: The Movie                                      | Binky (hangja)              |                    |
| 2021 | Hattyúdal                              | Swan Song                                                   | Dee Dee Dale                |                    |
| 2021 | Arlo, az aligátorfiú                   | Arlo the Alligator Boy                                      | Stucky (hangja)             |                    |
| 2021 | Szinglilét                             | Single All the Way                                          | Sandy néni                  | Bánsági Ildikó     |
| 2023 | Ásó, kapa, géppisztoly                 | Shotgun Wedding                                             | Carol                       | Kocsis Mariann     |
| 2023 | Szellem van a házunkban                | We Have A Ghost                                             | Judy Romano                 | Orosz Anna         |
| 2024 |                                        | Riff Raff                                                   | Ruth                        |                    |
| 2025 | Egy Minecraft film                     | A Minecraft Movie                                           | Marlene alelnök             | Orosz Anna         |

### Televízió
| Év        | Magyar cím                    | Eredeti cím                                            | Szerep                          | Megjegyzések                                                 |
| --------- | ----------------------------- | ------------------------------------------------------ | ------------------------------- | ------------------------------------------------------------ |
| 1993      | Seinfeld                      | Seinfeld                                               | Jodi                            | 1 epizód                                                     |
| 1994      |                               | She TV                                                 | több szereplő                   |                                                              |
| 1995      |                               | The Monroes                                            | Marcia Kelly                    | 1 epizód                                                     |
| 1996      |                               | Saturday Night Special                                 | több szereplő                   |                                                              |
| 1997–1999 | Texas királyai                | King of the Hill                                       | Miss June Kremzer (hangja)      | 4 epizód                                                     |
| 1998      |                               | Alright Already                                        | Rhonda                          | 1 epizód                                                     |
| 1998      | Vágyrajárók                   | Rude Awakening                                         | Sue                             | 2 epizód                                                     |
| 1998      | Men in White – Tiszta zsaruk  | Men in White                                           | statiszta                       | tévéfilm                                                     |
| 1999      | Nőrület                       | Ladies Man                                             | Helen                           | 1 epizód                                                     |
| 2001      |                               | The Andy Dick Show                                     | Nancy Bunting                   | 1 epizód                                                     |
| 2001      | Frasier – A dumagép           | Frasier                                                | Frederica                       | 1 epizód                                                     |
| 2001      |                               | Sketch Pad                                             | The Groundlings                 |                                                              |
| 2002      | Játszd újra, Joel!            | Do Over                                                | Gwen Brody                      | 1 epizód                                                     |
| 2002      | Nemek csatája                 | Women vs. Men                                          | Shelly                          | tévéfilm                                                     |
| 2003      | Szex és New York              | Sex and the City                                       | Victoria                        | 1 epizód                                                     |
| 2003      | Jóbarátok                     | Friends                                                | Amanda Buffamonteezi            | 1 epizód                                                     |
| 2003–2004 | Jim szerint a világ           | According to Jim                                       | Roxanne                         | 3 epizód                                                     |
| 2004      |                               | Game Over                                              | Ramona (hangja)                 | 1 epizód                                                     |
| 2004      |                               | Mad TV                                                 | önmaga / Ivanka                 | 1 epizód                                                     |
| 2004      |                               | Father of the Pride                                    | Tracy (hangja)                  | 1 epizód                                                     |
| 2004      | Ginger naplója                | As Told by Ginger                                      | Nikki Laporte (hangja)          | 1 epizód                                                     |
| 2004–2006 | Joey                          | Joey                                                   | Roberta "Bobbie" Morganstern    | - főszereplő (37 epizód) - magyar hangja: - Rátonyi Hajni    |
| 2005      |                               | Hopeless Pictures                                      | Traci (hangja)                  | 3 epizód                                                     |
| 2006      |                               | Comic Relief 2006                                      | "Fur"                           | stand-up jótékonysági koncert                                |
| 2007–2009 | Kés/Alatt                     | Nip/Tuck                                               | Candy Richards / CoCo           | 3 epizód                                                     |
| 2008      | A főnök                       | The Closer                                             | Angie Serabian                  | 1 epizód                                                     |
| 2008      |                               | Rick & Steve: The Happiest Gay Couple in All the World | Fannie Mae (hangja)             | 1 epizód                                                     |
| 2008      | Élő bizonyíték                | Living Proof                                           | Tish                            | - tévéfilm - magyar hangja: - Kocsis Mariann - Szórádi Erika |
| 2008–2009 | Yin Yang Yo!                  | Yin Yang Yo!                                           | Coop anyja (hangja)             | 4 epizód                                                     |
| 2008–2012 | Az amerikai tini titkos élete | The Secret Life of the American Teenager               | Betty                           | 35 epizód                                                    |
| 2009      | Kath és Kim                   | Kath & Kim                                             | Lenore                          | 1 epizód                                                     |
| 2009      | Partiszerviz színészmódra     | Party Down                                             | Bobbie St. Brown                | 2 epizód                                                     |
| 2010–2012 | Az élet és Tim                | The Life & Times of Tim                                | több szereplő hangja            | 3 epizód                                                     |
| 2010–2013 |                               | Hero Factory                                           | Daniella Capricorn (hangja)     | 5 epizód                                                     |
| 2011–2012 | Pecatanya                     | Fish Hooks                                             | Ms. Lynne Lips (hangja)         | 7 epizód                                                     |
| 2012      |                               | The Game                                               | Marissa                         | 1 epizód                                                     |
| 2012      |                               | Napoleon Dynamite                                      | Mrs. Jane Moser (hangja)        | 2 epizód                                                     |
| 2012–2016 | Rejtélyek városkája           | Gravity Falls                                          | "Lazy" Susan Wentworth (hangja) | 16 epizód                                                    |
| 2012–2017 | Az élet csajos oldala         | 2 Broke Girls                                          | Sophie Kaczyński                | - visszatérő szereplő (1. évad) - főszereplő (2-6. évad)     |
| 2015      | Glee – Sztárok leszünk!       | Glee                                                   | Whitney S. Pierce               | 2 epizód                                                     |
| 2015      | Amynek áll a világ            | Inside Amy Schumer                                     | Cleopatricia Sherman            | 1 epizód                                                     |
| 2015      |                               | TripTank                                               | Mom (hangja)                    | 1 epizód                                                     |
| 2017      | Amerikai fater                | American Dad!                                          | Caroline (hangja)               | 1 epizód                                                     |
| 2018–2022 | A Lármás család               | The Loud House                                         | Myrtle (hangja)                 | 5 epizód                                                     |
| 2019      |                               | The Cool Kids                                          | Bonnie                          | 1 epizód                                                     |
| 2020      |                               | Royalties                                              | Miriam Hale                     | 3 epizód                                                     |
| 2020–2021 | A Gombik!                     | The Fungies!                                           | Dr. Nancy (hangja)              | 46 epizód                                                    |
| 2021      | Rick és Morty                 | Rick and Morty                                         | Daphne (hangja)                 | 1 epizód                                                     |
| 2021      |                               | I Heart Arlo                                           | Stucky (hangja)                 | 3 epizód                                                     |
| 2021      |                               | Ten Year Old Tom                                       | Dakota anyja (hangja)           | 5 epizód                                                     |
| 2021–2022 | A Fehér Lótusz                | The White Lotus                                        | Tanya McQuoid                   | - főszereplő - magyar hangja: - Orosz Anna                   |
| 2022      | A megfigyelő                  | The Watcher                                            | Karen Calhoun                   | - főszereplő - magyar hangja: - Orosz Anna                   |
| 2024      | Szörnyszakik                  | Monsters at Work                                       | Marilyn (hangja)                | 2 epizód                                                     |